# Liturgia godzin

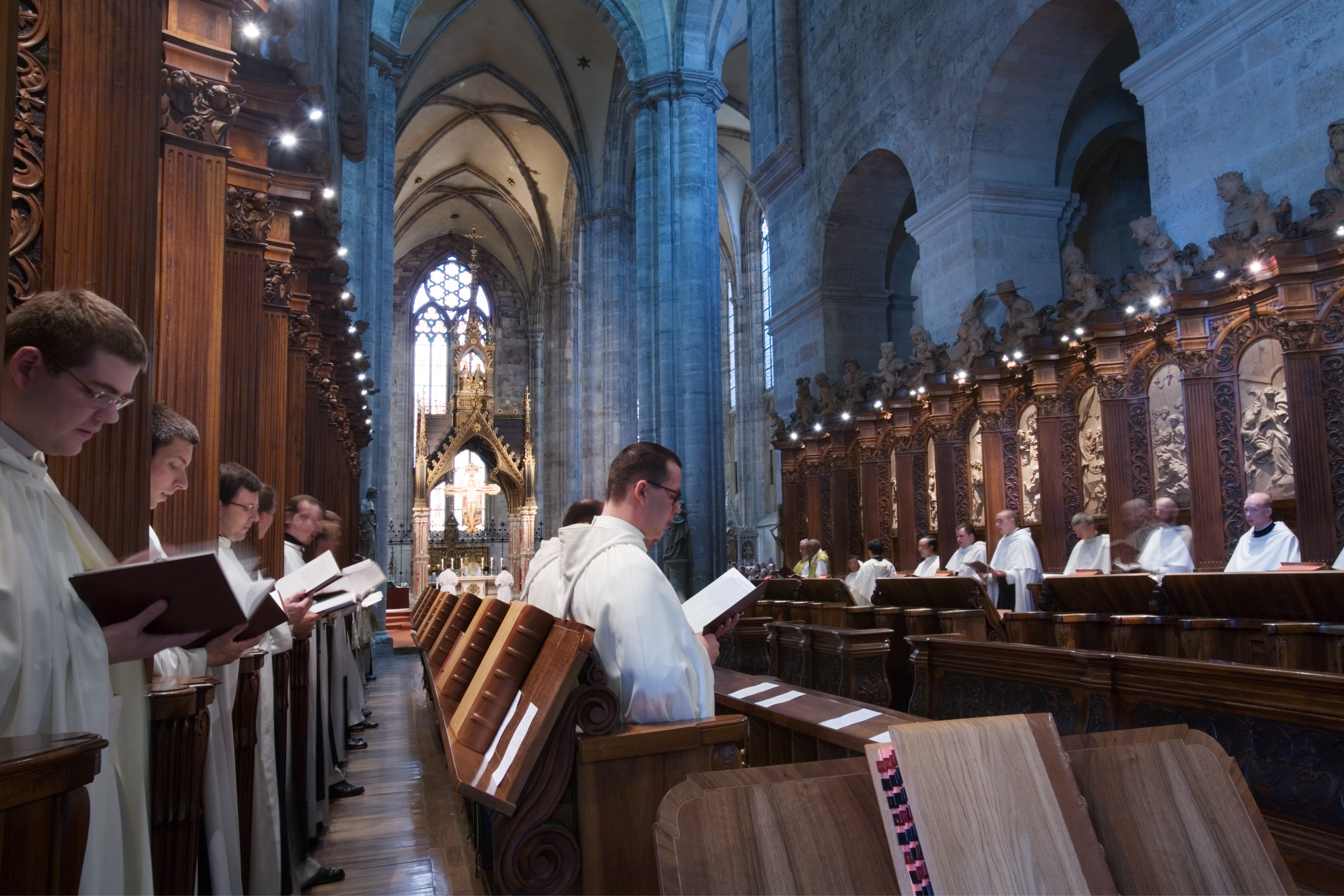
Liturgia Godzin w opactwie Heiligenkreuz w Dolnej Austrii

Liturgia godzin – sięgająca czasów starożytności publiczna, wspólna chrześcijańska modlitwa liturgiczna sprawowana kilka razy w ciągu dnia.

## Znaczenie terminu
Termin „liturgia godzin” może oznaczać:
- wspólnotowy kult Kościoła; w tym sensie liturgia godzin (inaczej godziny kanoniczne albo officium divinum[1]) istnieje w znakomitej większości Kościołów chrześcijańskich[2];
- księgę liturgiczną pod tytułem Liturgia Godzin (łac. Liturgia Horarum), która w wyniku reform liturgicznych, które nastąpiły po Soborze Watykańskim II, zastąpiła wcześniej używaną w tym samym celu księgę Breviarium Romanum; w tym sensie Liturgia Godzin jest ograniczona do Kościoła łacińskiego (a dokładniej do formy zwyczajnej obrządku rzymskiego i jego wariantów)[3].

## Historyczny początek i rozwój liturgii godzin
Oficjum liturgii godzin, które do nas dotarło, powstało w łonie Kościołów chrześcijańskich pochodzenia pogańskiego w III w. Istnieje wiele teorii na temat zależności pierwotnej chrześcijańskiej modlitwy liturgicznej od modlitwy Izraela. Konkretnych zapożyczeń z judaizmu, według Roberta Tafta SJ, nie da się wykazać wprost. Jednak wpływ żydowskich form kultu na wczesnochrześcijańskie modlitwy i nabożeństwa został szeroko udokumentowany przez takich autorów jak Audet, Bouyer , Ledogar, Ligier, Talley, Giraudo i in. Zwłaszcza Didache i księga VII Konstytucji apostolskich jasno ukazują związki modlitwy chrześcijańskiej, szczególnie anafor eucharystycznych, z berachot (pol. modlitwy błogosławieństw) i innymi modlitwami judaizmu nowotestamentalnego. Bezpośrednia ciągłość jest oczywista w niektórych regionach, takich jak Palestyna i Egipt. W pierwszym okresie bowiem chrześcijańskie i żydowskie społeczności były tam zewnętrznie nierozróżnialne i długo się mieszały.

### Jezus i Kościół Apostołów
Nowy Testament znał modlitwę Szema (por. Mt 22,37; Mk 12,29-30, Łk 10,26-27, 1 Kor 8,4-6). Jezus modlił się rano (Mk 1,35) i wieczorem (Mt 14,23, Mk 6,46, J 6,15). Czuwał również w nocy (Łk 6,12). Podobnie czynili Esseńczycy i Terapeuci. Dzieje Apostolskie ukazują uczniów modlących się o trzeciej (2, 1.15), szóstej (10,9) i dziewiątej godzinie dnia (3,1; 10,3.30). Uczniowie naśladowali Jezusa w modlitwie w nocy (Dz 16,25, 2 Kor 6, 5). Mówią o tym także teksty Ewangelii: czuwanie w oczekiwaniu na przyjście oblubieńca w Mt 25,1-13 (por. Mt 9,14-15; Mk 2,18-20; 13,33-37; Łk 5,33-35; 13,35-40; 1 Tes 5,2; Ap 3,3; 16.15; 19,9). Mogą one odzwierciedlać starochrześcijańskie paschalne czuwanie kwartodecyman.
Podobne świadectwa liturgicznych zgromadzeń znajdujemy w listach Pawłowych z okresu apostolskiego, takich jak List do Kolosan 3,16-17 (por. Ef 5,18-20):

Słowo Chrystusa niech w was mieszka w [całym swym] bogactwie: z całą mądrością nauczajcie i napominajcie siebie psalmami, hymnami, pieśniami pełnymi ducha, pod wpływem łaski śpiewając Bogu w waszych sercach. A cokolwiek mówicie lub czynicie, wszystko [niech będzie] w imię Pana Jezusa, dziękując Bogu Ojcu przez Niego (Przekład BT)

Fragment ten, podobnie jak np. 1 Kor 14,26 i Ef 5,14 oraz Jk 5,13, ukazuje, że w czasie wspólnej modlitwy chrześcijanie intonowali psalmy hebrajskie, a także hymny, czytania i modlitwy  .

### Koniec I wieku–II wiek
W tym wczesnym okresie zależność chrześcijańskiej modlitwy godzin od porządku modlitw żydowskich można z całą pewnością wykazać właśnie w odniesieniu  do różnych pór dnia i nocy przeznaczanych na modlitwę. Żydowskie modlitwy miały swoje ustalone pory dnia i nocy – zarówno te w Świątyni jerozolimskiej, jak i w synagogach, także prywatnie odmawiane Szema i błogosławieństwa (Tefillah). Poranek i wieczór były najbardziej powszechnie przyjętymi i uprzywilejowanymi godzinami modlitwy w różnych tradycjach judaizmu istniejącego w czasach, gdy w jego łonie narodziło się chrześcijaństwo. Po oddzieleniu się od synagogi chrześcijanie kontynuowali zwyczaj modlenia się o ustalonych porach. Jeszcze w I wieku w ósmym rozdziale Didache (ok. 50-70 r. po Chr.) znajdujemy zalecenie modlitwy trzy razy dziennie w postaci Ojcze nasz z doksologią „Bo Twoje jest królestwo i chwała na wieki”. Prawie równie stary 1. List Klemensa do Koryntian 40,1-4 mówił trzykrotnie o ustalonych porach modlitwy. Tenże list w rozdz. 24,1-3 nadał symboliczne znaczenie nocy i dniowi, wiążąc je odpowiednio ze śmiercią i zmartwychwstaniem Chrystusa. 
Biblia z jej psalmami i pieśniami oraz typologią dostarczyła wyjściowego materiału i symboli dla chrześcijańskiej liturgii uświęcenia czasu. Dług wobec żydowskiego dziedzictwa jest niezaprzeczalny. Jednym z ważniejszych przejętych symboli był np. motyw światła i słońca, rozwinięty przez wspólnoty chrześcijańskie już w czasie Nowego Testamentu. Motyw ten został włączony do symboliki wtajemniczenia chrześcijańskiego, Wielkanocy i Bożego Narodzenia (Natalis solis invicti) i wpłynął na orientację modlitwy liturgicznej w stronę wschodu słońca. Stał się również kluczowym motywem katedralnych porannych laudesów oraz nieszporów sprawowanych wieczorem.

### III wiek
Na przełomie drugiego i trzeciego wieku Klemens z Aleksandrii (150-212) podkreślał, że chrześcijanin duchowy winien modlić się nieustannie. Mówił o ustalonych porach dnia: rano, przed spoczynkiem, a także o trzech porach w ciągu dnia oraz o modlitwie nocnej (por. Kobierace VII,7,40.3 i 49 oraz Pedagog 2.9). Również Orygenes, zmarły ok. 254 r., ukazywał zwyczaje modlitewne Kościoła w Egipcie. Aleksandryjczyk znał cztery pory dziennej modlitwy: rano, południe, wieczór i noc. Powoływał się na Księgę Daniela 6,11 (BT) i na 2 Księgę Henocha 51,4 (por. O modlitwie 32). Tertulian (150-240) wspominał o kierunku modlitwy ku wschodowi (Apologia 16; Ad nationes 1,13), wymieniał również inne zalecenia liturgiczne, np. kiedy zachować pozycję stojącą, a kiedy klęczącą. W swym traktacie O modlitwie mówił o konieczności modlitwy rano i wieczorem, nawiązując najwyraźniej do tradycji dwóch codziennych ofiar w Świątyni Jerozolimskiej (por. Wj 29, 38-41; 30,7-8; Lb 28,3-8). Bardzo zalecał też modlitwę o trzeciej, szóstej i dziewiątej godzinie dnia, oraz w nocy (rozdz. 25).
Podobny nacisk na jutrznię i nieszpory będą kłaść później Jan Chryzostom w Komentarzu do Psalmu 140/141/,3 i Jan Kasjan (360-435 r.) w dziele Ustawy życia mnichów II,3.1.
Cyprian z Kartaginy (200-258 r.), odwołując się do zwyczaju trzykrotnej – na cześć Trójcy Świętej – modlitwy proroka Daniela (por. Dn 6,11 /BT/) oraz do Dziejów Apostolskich, mówił o trzykrotnej modlitwie w ciągu dnia (por. O modlitwie Pańskiej rozdz. 34-36.).
Również Hipolit w swej Tradycji apostolskiej (ok. 215 roku) mówił o modlitwie (por. rozdz. 35 i 41 oraz 25-26). Znał te same pory modlitwy co Kościół w północnej Afryce. Modlitwa poranna mogła być w domu. Jednak wtedy, gdy odbywało się w kościele codzienne nauczanie, autor zaleca, by udać się tam na modlitwę. Trzy modlitwy w ciągu dnia były odprawiane w domu. Miały odbywać się na wzór zapowiadających Mękę Chrystusa ofiar w Świątyni: porannej ofiary chlebów pokładnych oraz ofiary z baranka o dziewiątej (trzeciej) godzinie dnia. Miały być pamiątką-uobecnieniem Ofiary krzyżowej Chrystusa, z którego boku wypłynęła krew i woda – dając światło pozostałej części dnia. Modlitwa z nastaniem wieczoru, gdy według starożytnej tradycji judeo-chrześcijańskiej zaczynał się nowy dzień, miała uobecniać zmartwychwstanie Chrystusa. Codzienne horarium modlitwy obejmowało zatem siedem godzin, odmiennych od tych w późniejszych źródłach. Były to: 
1. po wstaniu ze snu
2. trzecia godzina dnia
3. szósta godzina (południe)
4. dziewiąta godzina
5. modlitwa przed pójściem na spoczynek
6. około północy
7. o pianiu koguta

Trudno jest powiedzieć, jaka była treść tych modlitw. Pewnych informacji dostarcza Historia kościelna Euzebiusza z Cezarei (264-340 r.). W rozdz. VII, 30:10, opisuje on problem Kościoła III wieku z powodu hymnów używanych przez heretyków. Zaczęto sprzeciwiać się prywatnie skomponowanym, niebiblijnym hymnom, nazywanym psalmoi idiotikoi (pol. psalmy własne), a większy nacisk zaczęto kłaść na stosowanie biblijnej psalmodii i pieśni. Również Tertulian mówił, że poranne codzienne modlitwy były mówione samemu lub w towarzystwie innych. W modlitwie używano hymnów i biblijnych psalmów. Psalmy czasami były wykonywane responsorycznie. O czym wspomina także Tradycja Apostolska Hipolita. Oba te dokumenty opisały również wieczorne zebranie agape, które obejmowało rytuał wieczornej lampy, psalmodię i modlitwę. Wspólna poranna liturgia według Tradycji apostolskiej zawierała proklamację Pisma świętego i nauczanie.

### IV wiek: po edykcie Konstantyna
W wyniku edyktu Konstantyna w 313 r. Kościół mógł swobodnie zaistnieć w społeczeństwie Cesarstwa rzymskiego. Jak ukazał to Robert Taft SJ, uwidoczniło się to „w organizacji życia kościelnego, w sztuce i architekturze oraz w liturgii. Zorganizowano diecezje kościelne i prowincje, odbyły się synody, założono klasztory, zbudowano bazyliki i baptysteria, stworzono mozaiki, by je ozdobić. A chrześcijański kult, dawniej sprawowany ukradkiem przez prześladowaną mniejszość, stał się integralną częścią codziennego życia publicznego Cesarstwa”. 
W tym okresie, liturgia godzin była sprawowana w każdym kościele inaczej, jak świadczy o tym zapis Sokratesa w jego Historii kościelnej V,22 powstałej między 439 a 450 r.
Jednak, mimo iż oficjum liturgiczne doznało niezwykłego wzrostu, rozwój ten był ewolucyjny, nie miał charakteru rewolucji. To, co nowe nie było negacją starszych form, lecz ich rozwinięciem. Dokumenty pisemne są świadectwem powszechnie istniejącego już w tym czasie ustalonego cyklu codziennych, wspólnych publicznych celebracji. Liturgia godzin w tym okresie rozwijała się w trzech odrębnych obszarach życia kościelnego:
1. katedra biskupia
2. monastycyzm egipski
3. monastycyzm miejski[14].

Pierwsze dwa typy liturgii godzin ewoluowały jednocześnie od połowy czwartego stulecia. Trzeci typ zaczął rozwijać się w ostatnim kwartale tegoż stulecia – jako synteza dwóch pierwszych. Liturgie te rozwijały się osobno i inaczej w Kościołach Wschodu i Zachodu.

#### Liturgia godzin w kościołach katedralnych diecezji
W tym okresie kościół biskupi był centrum całego życia liturgicznego diecezji. Oficja liturgiczne w katedrach były celebracją z udziałem świeckich wiernych. Występowała też cała różnorodność posług. Oprócz samego biskupa, byli tam prezbiterzy, diakoni, lektorzy, kantorzy. Głównym elementem było uwielbienie i modlitwa wstawiennicza. W typowych oficjach katedralnych nie było czytań z Pisma Świętego. Wyjątek stanowiły katedry w Egipcie i Kapadocji. Liturgię cechowało użycie symboli i ceremonialność: posługiwano się światłem, kadzidłem, prowadzono procesje. Była to liturgia śpiewana, obejmująca responsoria, antyfony, hymny. W użyciu była psalmodia biblijna, ale w ograniczonym zakresie. Wykonywano wybrane, niektóre psalmy lub ich części – zależnie od tego, jak pasowały do danej godziny lub celebracji.
Jednym ze źródeł poznania liturgii katedralnej jest tekst komentarza Euzebiusza – który był biskupem Cezarei w Palestynie od 313 r. – do Psalmu 65 (64) w. 9b, który w wersji Septuaginty brzmi: „sprawisz, że rozradują się wyjścia poranków i wieczorów” (BT: „Ty zaś napełniasz radością podwoje Zachodu i Wschodu”.):

Jest to bowiem z pewnością niemały znak Bożej mocy, że na całym świecie w kościołach Bożych rano, gdy wschodzi słońce i w godzinach wieczornych hymny, uwielbienie i prawdziwie boskie rozkosze są ofiarowane Bogu. Prawdziwie boską rozkoszą są hymny wznoszone wszędzie na ziemi w Jego Kościele w godzinach porannych i wieczornych. Z tego powodu mówi się gdzieś indziej: "Niech moja chwała będzie Mu słodko zaśpiewana" (Ps 147/146-147/, 1) i "Niech moja modlitwa będzie jak kadzidło przed tobą" (Ps 141 /140/, 2) /PG 23,630/.

Psalm 141(140), który zacytował Euzebiusz był podstawowym psalmem katedralnej modlitwy wieczornej w tym czasie. Odpowiednio, ośrodkiem porannych laudesów był psalm 63 (62). Biskup Cezarei mówił też o tradycji śpiewania i wykonywania psalmodii w całym Kościele Bożym, „nie tylko wśród Greków, ale także wśród barbarzyńców”. W Historii kościelnej II, 17, 21-22 Euzebiusz wspomniał o nocnych czuwaniach, które odbywały się zwłaszcza podczas okresu pasyjnego. W ich trakcie rozważano fragmenty Pisma świętego. Popularną formą śpiewu był śpiew responsoryjny. Niedługo po Euzebiuszu, w następnych latach oficja katedralne pojawiły się w każdej prowincji chrześcijańskiego Wschodu.

## Liturgia godzin w Kościele rzymskokatolickim
Księgę zawierającą teksty liturgii godzin nazywa się niekiedy brewiarzem. Czasami sam termin „liturgia godzin” bywa zastępowany sformułowaniem „modlitwa brewiarzowa”, jest to jednak nazwa potoczna i nieoficjalna.
Obowiązek sprawowania liturgii godzin w całości (lub w odpowiedniej części) mają osoby, które przyjęły święcenia (diakoni, prezbiterzy, biskupi) albo złożyły śluby wieczyste (zakonnicy i siostry zakonne) i ich instytuty do tego zobowiązują. Duchowni rzymskokatoliccy są zobowiązani prawem kanonicznym (kanon 1174) do codziennego odmawiania wszystkich godzin kanonicznych (Modlitwy w ciągu dnia – albo wszystkie trzy, albo jedna). Pozostali wierni nie muszą jej sprawować, ale mają do tego prawo i jest to gorąco zalecane.
Liturgia godzin jest „uzupełnieniem” mszy na wszystkie godziny dnia – przygotowanie do niej lub jej owocne „przedłużenie”.
Podstawowym elementem modlitwy brewiarzowej są psalmy. Psalmodia ma cykl 4-tygodniowy. Wraz z antyfonami i fragmentami z Pisma Świętego, dzieł Ojców Kościoła i dokumentów Magisterium Kościoła tworzy tzw. „rytmy modlitwy liturgii godzin w ciągu dnia” (godziny kanoniczne).

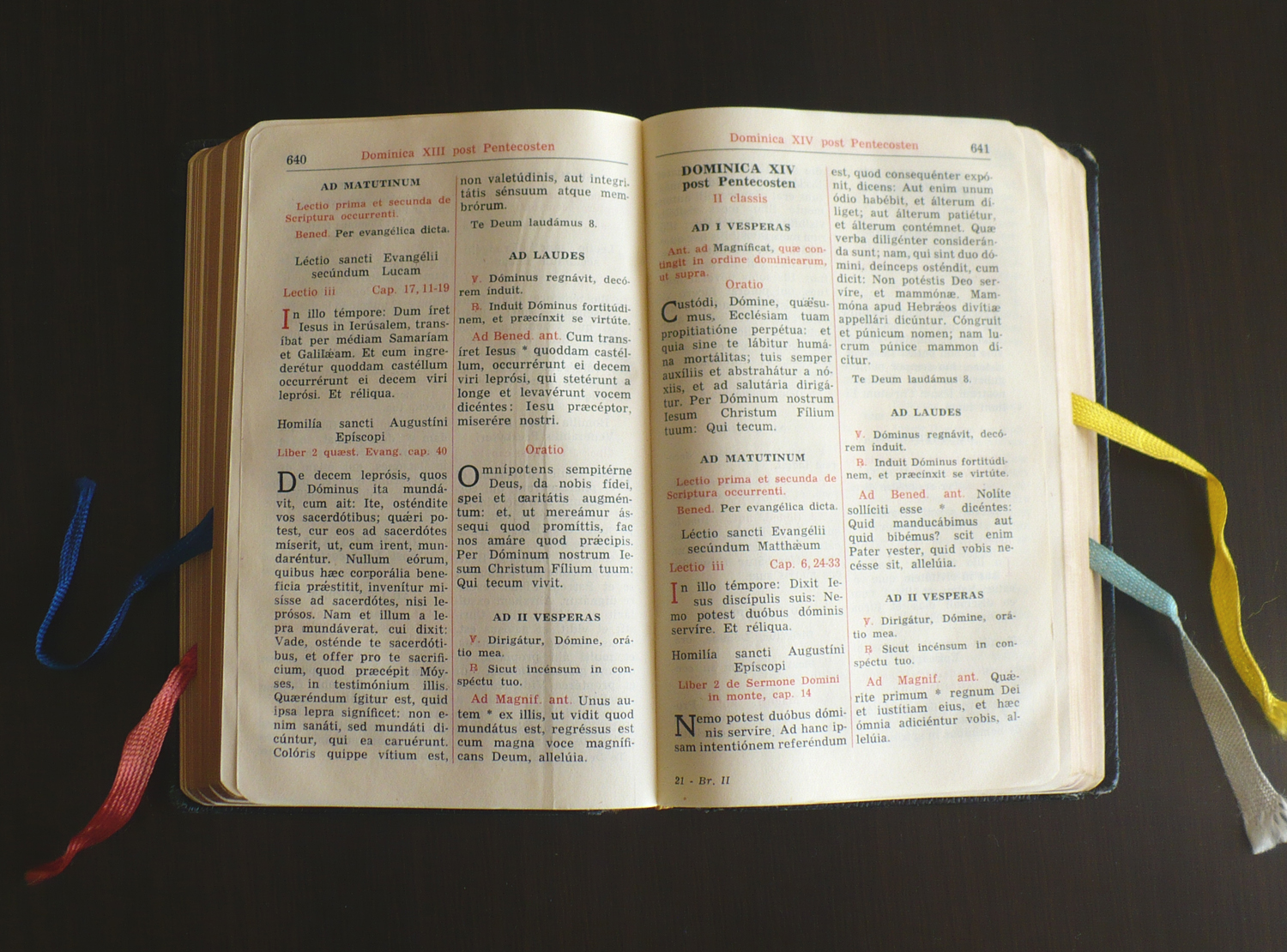
Brewiarz przedsoborowy (1962 r.)

Na jeden dzień składają się następujące godziny kanoniczne:
- Wezwanie (Invitatorium) odmawiane na rozpoczęcie modlitwy liturgicznej w danym dniu, zawsze poprzedzające pierwszą modlitwę dnia, którą może być jutrznia lub godzina czytań. Jeśli wcześniej uczestniczy się we Mszy Świętej, nie ma potrzeby odmawiania Wezwania (liturgia tego dnia już się rozpoczęła Mszą)[potrzebny przypis]. Wezwanie rozpoczyna się wersetami „Panie otwórz wargi moje / A usta moje będą głosić Twoją chwałę”, po czym następuje psalm z antyfoną.
- Godzina Czytań (Officium lectionis) odmawiana dawniej (Matutinum) łącznie z Laudes po Completorium lub nocą i zwana w óczesnej terminologii jutrznią, a obecnie o dowolnej porze (rozpoczyna się od wersetu „Boże wejrzyj ku wspomożeniu memu / Panie pospiesz ku ratunkowi memu”, po czym następuje hymn, trzy psalmy, obszerne czytanie z Pisma Świętego i drugie z dzieł Ojców Kościoła lub dokumentów Magisterium Kościoła – oba z responsoriami, w uroczystości, święta i niedziele (poza wielkim postem) hymn „Ciebie, Boże, chwalimy”, oracja.
- Jutrznia (Laudes matutinae) odmawiana niegdyś łącznie z Matutinum nocą, a obecnie rano w miejsce Prymy (Prima) – zniesionej po soborze watykańskim II, wedle tradycji w okolicach wschodu słońca (rozpoczyna się od wersetu „Boże wejrzyj ku wspomożeniu memu / Panie pospiesz ku ratunkowi memu”, po czym następuje hymn, psalmodia, która składa się z dwóch psalmów, pomiędzy którymi znajduje się pieśń wzięta ze Starego Testamentu, o charakterze podobnym jak psalm, ale spoza Księgi Psalmów, następnie krótkie czytanie biblijne, responsorium, pieśń (kantyk) Zachariasza, czyli Benedictus, prośby o uświęcenie dnia i pracy, Modlitwa Pańska, oracja.
- Modlitwa w ciągu dnia (hymn, psalmodia, krótkie czytanie biblijne, werset, oracja) – ma 3 warianty, w zależności od pory odmawiania:
  - przedpołudniowa Tertia (godzina trzecia według rachuby żydowskiej, stąd tradycyjna nazwa tercja);
  - południowa Sexta (godzina szósta według rachuby żydowskiej, stąd zwana sekstą);
  - popołudniowa Nona (godzina dziewiąta według rachuby żydowskiej, stąd zwana noną).
- Nieszpory (Vesperae) odmawiane wieczorem, kiedyś łącznie z Completorium, tradycyjnie o zachodzie słońca, zbudowane są podobnie jak Jutrznia. Psalmodia składa się z dwóch psalmów i pieśni z Nowego Testamentu, a w miejscu Benedictus jest Magnificat, czyli pieśń (kantyk) Maryi; po niej następują prośby ułożone na wzór modlitwy powszechnej, Ojcze nasz i oracja.
- Kompleta (Completorium), odmawiana bezpośrednio przed snem (hymn, rachunek sumienia, psalmodia, krótkie czytanie biblijne, responsorium, Nunc dimittis – czyli pieśń (kantyk) Symeona, oracja, na koniec antyfona do Matki Bożej).

W niedziele i uroczystości w dzień poprzedzający celebruje się już tzw. I Nieszpory z danej niedzieli (uroczystości), co czyni zadość starożytnej tradycji, według której niedziele i uroczystości rozpoczynają się wieczorem dnia poprzedzającego.
Istnieje kilka wydań Liturgii godzin: Wydanie czterotomowe, Wydanie skrócone i Brewiarz dla świeckich, różnią się one przede wszystkim obszernością Godziny Czytań.

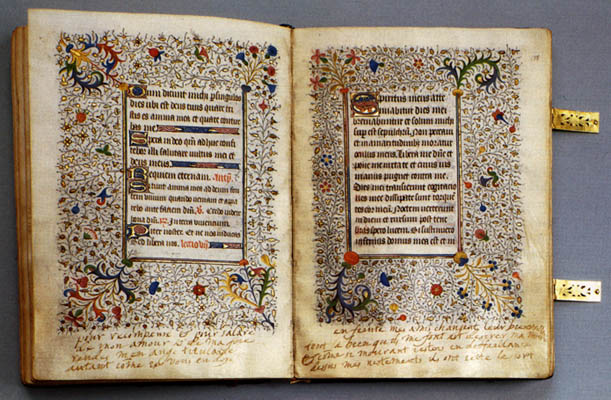
Osobisty brewiarz Marii I Stuart

W ciągu wieków brewiarz był kilkakrotnie reformowany w Kościele rzymskokatolickim. Największych zmian w strukturze brewiarza dokonano podczas reformy liturgicznej po Soborze Watykańskim II, po którym zgodnie z Sacrosanctum concilium (Konstytucją o liturgii świętej) za pontyfikatu papieża Pawła VI usunięto z godzin liturgicznych Prymę (Prima).

## Brewiarz w Kościołach mariawickich
Mariawici opierają swój dobowy cykl modlitw na Brewiarzu Eucharystycznym, czyli Świętym Oficjum ku czci Przenajświętszego Sakramentu na wszystkie dni roku rozłożonym, wydanym w Płocku przy Świątyni Miłosierdzia i Miłości w 1923 roku. Arcybiskup Jan Maria Michał Kowalski w przedmowie do I wydania brewiarza tak uzasadnia jego nazwę: Nazywa się zaś ten nasz Brewiarz Eucharystycznym dlatego, że poświęca wszystkie dni roku czci Przenajświętszej Hostii. Wprawdzie stosując się do potrzeb naszej wiary i do przyjętego w Kościele zwyczaju, zawiera on w sobie osobne Officya o Świętach Pana Jezusa, Matki Boskiej, Tajemnicach wiary, a nawet o niektórych Świętych Pańskich, wszelako, nawet w te dni przez Hymny, Antyfony, Wersety i Modlitwy pobudzają nas do czci Siedzącego na Stolicy Baranka. O Świętych zaś Pańskich czynią się w nim przeważnie tylko tak zwane Wspomnienia, czyli krótkie modły o wstawiennictwo ich za nami do Boga.
Psalmodia ma cykl tygodniowy, co oznacza, że w ciągu tygodnia odmówione zostają wszystkie psalmy. Oprócz psalmów w skład Brewiarza wchodzą czytania z Pisma Świętego, dzieł Ojców Kościoła i żywotów świętych. Nadto na ważniejsze uroczystości i święta kościelne ułożone są osobne oficja. Brewiarz mariawicki składa się z trzech części i dodatku:
- Część I stanowią psalmy, rozłożone na każdy dzień tygodnia, wraz z modlitwami, hymnami, antyfonami i wersetami.
- Część II stanowią czytania wyjątków z Pisma św. i dzieł Ojców Kościoła; nadto osobne oficja i części zmienne na uroczystości i święta ruchome całego roku.
- Część III stanowią oficja na uroczystości i święta stałe roku; nadto wyjątki z żywotów świętych i wspomnienia o świętych pańskich na każdy dzień roku.
- Dodatek zawiera oficja wotywne na każdy dzień tygodnia oraz oficjum za dusze zmarłych.

Rok kościelny u mariawitów zaczyna się według brewiarza od Wielkiego Czwartku, co się tyczy świąt ruchomych; co się tyczy świąt stałych, według wskazania św. Marii Franciszki Kozłowskiej, od miesiąca sierpnia, gdyż 2 sierpnia 1893 roku, zostało objawione światu Dzieło Wielkiego Miłosierdzia. Zaleca się, aby brewiarz odmawiany był w kościołach publicznie, wobec wystawionego w monstrancji Przenajświętszego Sakramentu.
Oficjum brewiarzowe odmawia się klęcząc lub stojąc. W drodze można odmawiać idąc, lub podczas jazdy, siedząc. W chórze odmawiają wszyscy stojąc, zwróceni do Przenajświętszego Sakramentu. Jeśli zaś oficjum się śpiewa, to wtedy można je śpiewać siedząc. Podczas rozpoczęcia i zakończenia oficjum wszyscy klęczą. Przed rozpoczęciem odmawiania oficjum należy odmówić: akt adoracji Przenajświętszego Sakramentu, modlitwę przed rozpoczęciem oficjum, Modlitwę Pańską, Pozdrowienie Anielskie, Skład Apostolski. Na zakończenie oficjum odmawia się modlitwę na zakończenie oficjum, Modlitwę Pańską, Pozdrowienie Anielski i Akt adoracji Przenajświętszego Sakramentu. Czytania brewiarzowe czytają starsi urzędem lub powołaniem, po kolei, zaczynając od młodszego. Błogosławieństwa udziela przewodniczący lub przełożony, jeśli jest w chórze. Słowa psalmów i czytań w chórze należy wymawiać głośno i wyraźnie, aby były zrozumiałe przez lud. Odmawiając brewiarz prywatnie, można go odmawiać po cichu lub tylko w duchu. Opuszczenie brewiarza dla słusznej przyczyny, np. z powodu długiej duszpasterskiej pracy, nie jest winą i nie pozbawia zasługi.
Każdego dnia przewidziane są następujące godziny kanoniczne:
- Jutrznia, rozpoczyna się od modlitw wstępnych i wezwania odmawianego na przemian z psalmem 94, następnie odmawiany jest hymn. Jutrznia składa się z trzech nokturnów, a każdy nokturn zawiera 3 psalmy poprzedzone antyfonami i modlitwę końcową, po której czyta się odpowiednie do czasu czytanie wraz z responsorium. Na zakończenie jutrzni odmawia się hymn Ciebie Boga chwalimy.
- Uwielbienia - składają się z 5 psalmów poprzedzonych antyfonami, biblijnego kantyku, krótkiego czytania, hymnu i kantyku Zachariasza poprzedzonego antyfoną, kolektą i modlitwami końcowymi.
- Godzina Szósta - rozpoczyna się hymnem, następnie odmawiane są 3 psalmy poprzedzone antyfonami, krótkie czytanie i responsorium, następnie czyta się martyrologium, po którym następują modlitwy końcowe, wyjątek z Pisma Świętego i błogosławieństwo.
- Godzina Dziewiąta - rozpoczyna się hymnem, następnie odmawiane są 3 psalmy poprzedzone antyfonami, czytany jest wyjątek z Pisma Świętego, po którym następuje responsorium i modlitwy końcowe.
- Godzina Dwunasta - rozpoczyna się hymnem, następnie odmawiane są 3 psalmy poprzedzone antyfonami, czytany jest wyjątek z Pisma Świętego, po którym następuje responsorium i modlitwy końcowe.
- Godzina Trzecia - rozpoczyna się hymnem, następnie odmawiane są 3 psalmy poprzedzone antyfonami, czytany jest wyjątek z Pisma Świętego, po którym następuje responsorium i modlitwy końcowe.
- Nieszpory - składają się z 5 psalmów poprzedzonych antyfonami, wyjątku z Pisma Świętego, hymnu i kantyku Maryi poprzedzonego antyfoną, kolektą i modlitwami końcowymi.
- Kompleta - rozpoczyna się od wyjątku z Pisma Świętego, spowiedzi powszechnej, 4 psalmów poprzedzonych antyfonami, hymnu, fragmentu Pisma Świętego, responsorium, kantykiem Symeona poprzedzonym antyfoną, modlitwami końcowymi i antyfoną o Najświętszej Maryi Pannie zależną od okresu liturgicznego. Po antyfonie maryjnej czyni się wspomnienie o Męce Pańskiej i świętych patronach.

W Kościołach mariawickich dopuszcza się łączenie godzin kanonicznych i odmówienie ich w innych porach, jeśli nie ma możliwości odmówienia ich w stosownym czasie.
W praktyce życia parafialnego praktykuje się jedynie wspólne śpiewanie nieszporów w godzinach popołudniowych lub wieczornych. Mariawickie nieszpory dla ludu istnieją w dwóch wariantach:
- Nieszpory o Przenajświętszym Sakramencie przeznaczone na każdy dzień tygodnia, najczęściej odmawiane w czwartki i niedziele.
- Nieszpory o Najświętszej Maryi Pannie przeznaczone na soboty i wszystkie uroczystości ku czci Najświętszej Maryi Panny.

Ważniejsze uroczystości w roku liturgicznym posiadają własne antyfony, czytania, wezwania i modlitwy. Znane są także nieszpory żałobne, praktykowane w dniu pogrzebu osób duchownych.
Ponadto Kościele Katolickim Mariawitów funkcjonują także Nieszpory o Najświętszej Mateczce ku czci św. Marii Franciszki Kozłowskiej. We wszystkich wariantach nieszporów oprócz psalmów i kantyku Najświętszej Maryi Panny, śpiewana jest pieśń o Mateczce czyli poemat o dzielnej niewieście ze starotestamentowej księgi Przysłów. 
W wielu parafiach mariawickich zachował się także zwyczaj uroczystego odprawiani jutrzni na Wielkanoc i na Boże Narodzenie.
Ponadto w tradycji mariawickiej istnieje zwyczaj odmawiania, zwłaszcza przez osoby zakonne, Małego Oficjum o Najświętszej Maryi Pannie oraz Psałterza do Ducha Przenajświętszego.
Brewiarzyk mariawicki, czyli książeczka do nabożeństwa używana przez mariawitów, przewiduje do odmówienia każdego dnia modlitw porannych, południowych i wieczornych.
W środowisku mariawickim powstał także Brewiarz Eucharystyczny Zgromadzenia Mariawitów dostosowany do użytku ekumenicznego, potocznie nazywany jest Brewiarzem Ekumenicznym. Jego autorzy uważają się za kontynuatorów Brewiarza Eucharystycznego z 1923 roku. Jednakże sam układ brewiarza jest zupełnie inny. Posiada on dwa wydania z 1981 roku i 2005 roku. Wydany został w parafii Kościoła Katolickiego Mariawitów w Stoczku przez Ekumeniczne Zgromadzenie Mariawitów, a przedmowę do poszczególnych wydań napisał Minister Generalny Maria Paweł Rudnicki. Układ brewiarza jest taki, że w ciągu roku zostają odmówione wszystkie 150 psalmów. Brewiarz uwzględnia święta obchodzone zarówno w Kościele Starokatolickim Mariawitów i Kościele Katolickim Mariawitów, a także niektóre inne święta Kościoła wschodniego i zachodniego. Szczególnie bogaty jest w święta maryjne. W ostatnim wydaniu brewiarza przyjęto polskie tłumaczenie psalmów Leopolda Staffa.
Brewiarz ekumeniczny składa się z trzech godzin kanonicznych: jutrzni, modlitw południowych i nieszporów. Ze względu na tempo życia współczesnego człowieka oraz pracę zawodową członków Ekumenicznego Zgromadzenia Mariawitów zrezygnowano z długich oficjów. Każdy odmawiający brewiarz powinien sam, według uznania uzupełnić modlitwy brewiarzowe innymi modlitwami, medytacjami, ćwiczeniami duchowymi, a zwłaszcza adoracją Przenajświętszego Sakramentu.
- Jutrznia, czyli modlitwy poranne powinny być odmawiane pomiędzy północą, a południem (najlepiej o wschodzie słońca lub niedługo po przebudzeniu). Wyjątkowo można jutrznię odmówić wcześniej, przed północą, jeśli około północy trzeba wziąć udział w nabożeństwie liturgicznym należącym do dnia następnego.
- Modlitwy południowe odmawia się pomiędzy wschodem słońca a jego zachodem (najlepiej w samo południe). Tak więc latem czas do odmówienia modlitw południowych jest dłuższy niż zimą.
- Nieszpory, czyli modlitwy wieczorne odmawia się między godziną czternastą a północą lub udaniem się na nocny spoczynek (najlepiej przed samym nocnym spoczynkiem). Wyjątkowo można nieszpory odmówić wcześniej, jeśli w niektóre dni roku kościelnego istnieje lokalny zwyczaj łączenia nieszporów z nabożeństwem porannym.

Pomiędzy poszczególnymi godzinami kanonicznymi powinno się zachować przynajmniej godzinną przerwę.

## Dobowy cykl nabożeństw w Kościołach Wschodnich
Liturgii godzin odpowiada w Kościołach prawosławnych i katolickich Kościołach wschodnich dobowy cykl nabożeństw, złożony z wieczerni, powieczerza, nabożeństwa o północy, jutrzni, pierwszej, trzeciej, szóstej godziny kanonicznej, Świętej Liturgii i dziewiątej godziny kanonicznej. Księgą zawierającą stosowne teksty nabożeństw jest horologion (cs. czasosłow).
Nagrania nabożeństw cyklu dobowego celebrowanych w Ukraińskim Kościele Greckokatolickim przez mnichów studytów z Ławry Zaśnięcia Matki Bożej w Uniowie jest dostępne na stronach internetowych parafii greckokatolickiej w Lublinie.

## Liturgia godzin w Kościele anglikańskim
Zbiór modlitw Kościoła anglikańskiego nosi tytuł Modlitewnik powszechny (Book of Common Prayer).
Przewidziane są następujące godziny modlitw:
Modlitwa poranna
Odpowiada mniej więcej matutinie i laudes (chwalbie).
Modlitwa południowa
Odpowiada kombinacji tercji i seksty.
Modlitwa wieczorna
Jest to odpowiednik nieszporów.
Kompleta
Jest czasem włączana do modlitwy wieczornej.
Liturgia godzin, określana w Kościele anglikańskim Daily Office, stanowi ważną tradycję tego Kościoła. Szczególnie modlitwa poranna i wieczorna są bardzo rozpowszechnione i odbywają się w wielu kościołach codziennie.

## Liturgia godzin w Kościele ewangelickim
W Kościele luterańskim liturgia godzin składa się ze śpiewu psalmów, czytań biblijnych, modlitw oraz antyfon. Przewidziane są cztery godziny modlitw:
Jutrznia
Modlitwa poranna.
Modlitwa południowa
Odmawiana o 12:00.
Nieszpory
Modlitwa wieczorna o zmierzchu dnia, pomiędzy 15:00 a 19:00.
Kompleta
Modlitwa na zakończenie dnia, po 21:00.
Choć reformacja w początkowej fazie była niechętna życiu zakonnemu, Marcin Luter był zwolennikiem stosowania liturgii godzin przez osoby niepracujące, np. młodzież i ludzi starszych; wyraził ten pogląd w 1523 w pracy pt. O porządku nabożeństwa w zborze. Odnowicielem liturgii godzin w ewangelicyzmie był ks. Wilhelm Löhe (1808-1872); pod jego wpływem liturgię godzin zaczęły stosować diakonise, uczniowie oraz grupy modlitewne. Od 1817 liturgia godzin jest stosowana w Kościele ewangelicko-unijnym, powstałym w wyniku połączenia luteranów i ewangelików reformowanych. Obecnie liturgia godzin stosowana jest przede wszystkim w diakonatach, podczas konferencji duchownych, rekolekcji, a także przez studentów teologii oraz rodziny ewangelickie. W niektórych parafiach luterańskich w Polsce, zwłaszcza na Górnym Śląsku i Śląsku Cieszyńskim, jutrznia sprawowana w noc z Wigilii na pierwszy dzień świąt Bożego Narodzenia jest odpowiednikiem katolickiej pasterki.

## Liturgia godzin w Reformowanym Kościele Katolickim w Polsce
W Reformowanym Kościele Katolickim w Polsce istnieje silna tradycja codziennego odmawiania Liturgii Godzin zarówno indywidualnie jak i we wspólnotach. Wyjątkowo uroczyście obchodzi się wigilię czyli nieszpory poprzedzające niedziele lub święta. Praktykowane są cztery pory modlitw:
Jutrznia – odmawiana rano. Składa się z hymnu, czterech psalmów, czytania z responsorium, Pieśni Zachariasza, próśb z Kyrie i kolekty.
Modlitwa w ciągu dnia – odmawia się ją po jutrzni a przed nieszporami. Składa się z hymnu, trzech psalmów, krótkiego czytania i kolekty.
Nieszpory – odmawiane wieczorem. Składają się z hymnu i czterech psalmów, czytania biblijnego, Pieśni Marii (Magnificat), próśb z Kyrie i kolekty. Jeśli nieszpory odprawiane są w wieczór poprzedzający święto nazywa się je wigilią, rozpoczynają się wtedy od uroczystego zapalenia świec. Nieszpory kończą się antyfoną maryjną Salve Regina lub Regina Coeli.
Kompleta – odmawia się ją przed snem. Składa się z czytania duchowego i/lub rachunku sumienia, hymnu, jednego lub dwóch psalmów, krótkiego czytania i responsorium, Pieśni Symeona i kolekty. 
Reformowany Kościół Katolicki w Polsce dzień liturgiczny liczy od wieczora do wieczora w związku z tym dzienny cykl Liturgii Godzin rozpoczynają nieszpory.